# Caleta Armonía
La caleta Armonía es una ensenada ubicada en el lado oeste de la isla Nelson, en las islas Shetland del Sur de la Antártida. Se abre entre las puntas Armonía (al oeste) y Dedo (al este).

## Historia y toponimia
Fue cartografiada y nombrada por balleneros y foqueros estadounidenses alrededor de 1820 por el buque ballenero Harmony de Nantucket, al mando del capitán Thomas Ray. Durante la temporada 1820-1821 varias embarcaciones de los Estados Unidos se dedicaron a la caza de ballenas y focas utilizando esta caleta como fondeadero. A lo largo de la década de 1820 figuró con los nombres Collom's Harbour, Ance Harmony y Harmony Bucht. Fue nuevamente cartografiada en 1935 por el personal de Investigaciones Discovery del Reino Unido a bordo del RRS Discovery II, realizando también observaciones astronómicas.
La toponimia antártica de Argentina (de 1970) y Chile (de 1947 y 1974) tradujeron el topónimo al castellano. En 1958, Argentina realizó aquí observaciones geológicas.

## Instalaciones
El 15 de diciembre de 1954, la Armada Argentina instaló en la punta Inca el refugio naval Francisco de Gurruchaga, originalmente con el nombre Refugio Armonía. En la campaña antártica argentina de 1955-1956, la Armada Argentina instaló en la punta Dedo, la baliza Rodríguez Saá.

## Ecología

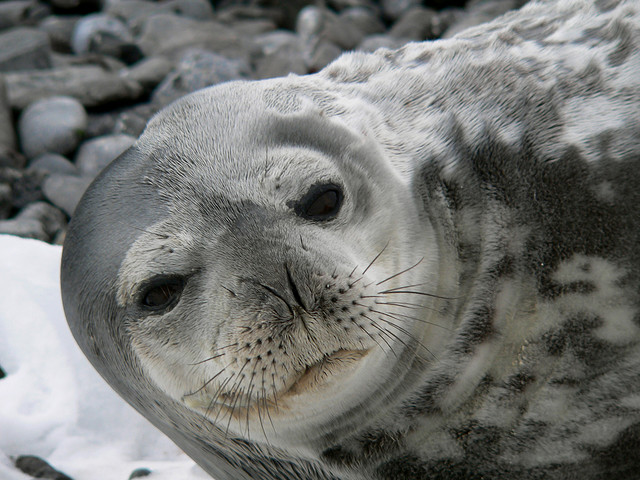
Foca de Weddell.

El área está protegida desde 1985 por el Sistema del Tratado Antártico. Fue el Sitio de Especial Interés Científico N.º 14 hasta 2002, y desde entonces es la Zona Antártica Especialmente Protegida N.º 133 bajo propuesta y conservación de Argentina y Chile. La ZAEP incluye las puntas Armonía (de la cual toma su nombre), Inca y Dedo, el hielo contiguo y la zona marina adyacente en la caleta Armonía. El sitio también ha sido identificado como un área importante para la conservación de las aves por BirdLife International.
En cuanto a la fauna de mamíferos marinos, aquí se encuentran: focas de Weddell (Leptonychotes weddellii), lobos marinos antárticos (Arctocephalus gazella) y elefantes marinos del sur (Mirounga leonina), quieres frecuentemente aparecen en las playas con sus crías. Focas cangrejeras (Lobodon carcinophagus) se observan ocasionalmente.

## Reclamaciones territoriales
Argentina incluye a la caleta en el departamento Antártida Argentina dentro de la provincia de Tierra del Fuego, Antártida e Islas del Atlántico Sur; para Chile forma parte de la comuna Antártica de la provincia Antártica Chilena dentro de la Región de Magallanes y de la Antártica Chilena; y para el Reino Unido integra el Territorio Antártico Británico. Las tres reclamaciones están sujetas a las disposiciones del Tratado Antártico.
Nomenclatura de los países reclamantes: 
- Argentina: caleta Armonía[13][14]
- Chile: caleta Armonía[15]
- Reino Unido: Harmony Cove[3]